# Брюгьер
Брюгье́р (фр. Bruguières, окс. Bruguièras) — коммуна во Франции, находится в регионе Юг — Пиренеи. Департамент — Верхняя Гаронна. Входит в состав кантона Фронтон. Округ коммуны — Тулуза.
Код INSEE коммуны — 31091.

## География

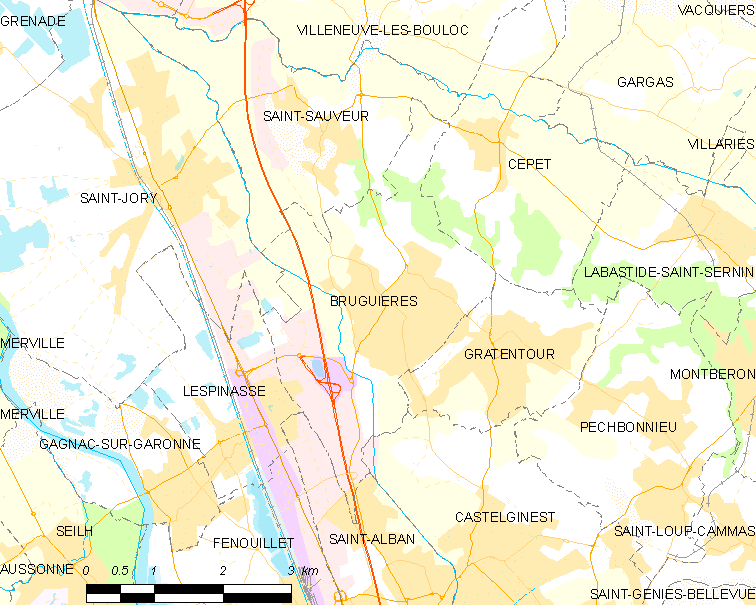
Карта коммуны

Коммуна расположена приблизительно в 580 км к югу от Парижа, в 14 км к северу от Тулузы.
На юго-западе коммуны протекает река Эр (фр. Hers).

## Климат
Климат умеренно-океанический. Зима мягкая и снежная, весна характеризуется сильными дождями и грозами, лето сухое и жаркое, осень солнечная. Преобладают сильные юго-восточные и северо-западные ветры.

## Население
Население коммуны на 2010 год составляло 4967 человек.
| 1962 | 1968 | 1975 | 1982 | 1990 | 1999 | 2010 |
| ---- | ---- | ---- | ---- | ---- | ---- | ---- |
| 813  | 1169 | 1726 | 2524 | 3056 | 3862 | 4967 |

## Администрация
| Период | Период | Фамилия        | Партия        | Примечания |
| ------ | ------ | -------------- | ------------- | ---------- |
| 1971   | 1975   | Пьер Обинель   | беспартийный  |            |
| 1975   | 1994   | Рене Альбюс    | беспартийный  |            |
| 1994   | 2001   | Жак Шабози     | беспартийный  |            |
| 2001   | 2020   | Филипп Плантад | Разные правые |            |

## Экономика
В 2010 году среди 3274 человек трудоспособного возраста (15—64 лет) 2484 были экономически активными, 790 — неактивными (показатель активности — 75,9 %, в 1999 году было 72,9 %). Из 2484 активных жителей работали 2290 человек (1209 мужчин и 1081 женщина), безработных было 194 (80 мужчин и 114 женщин). Среди 790 неактивных 322 человека были учениками или студентами, 286 — пенсионерами, 182 были неактивными по другим причинам.

## Достопримечательности

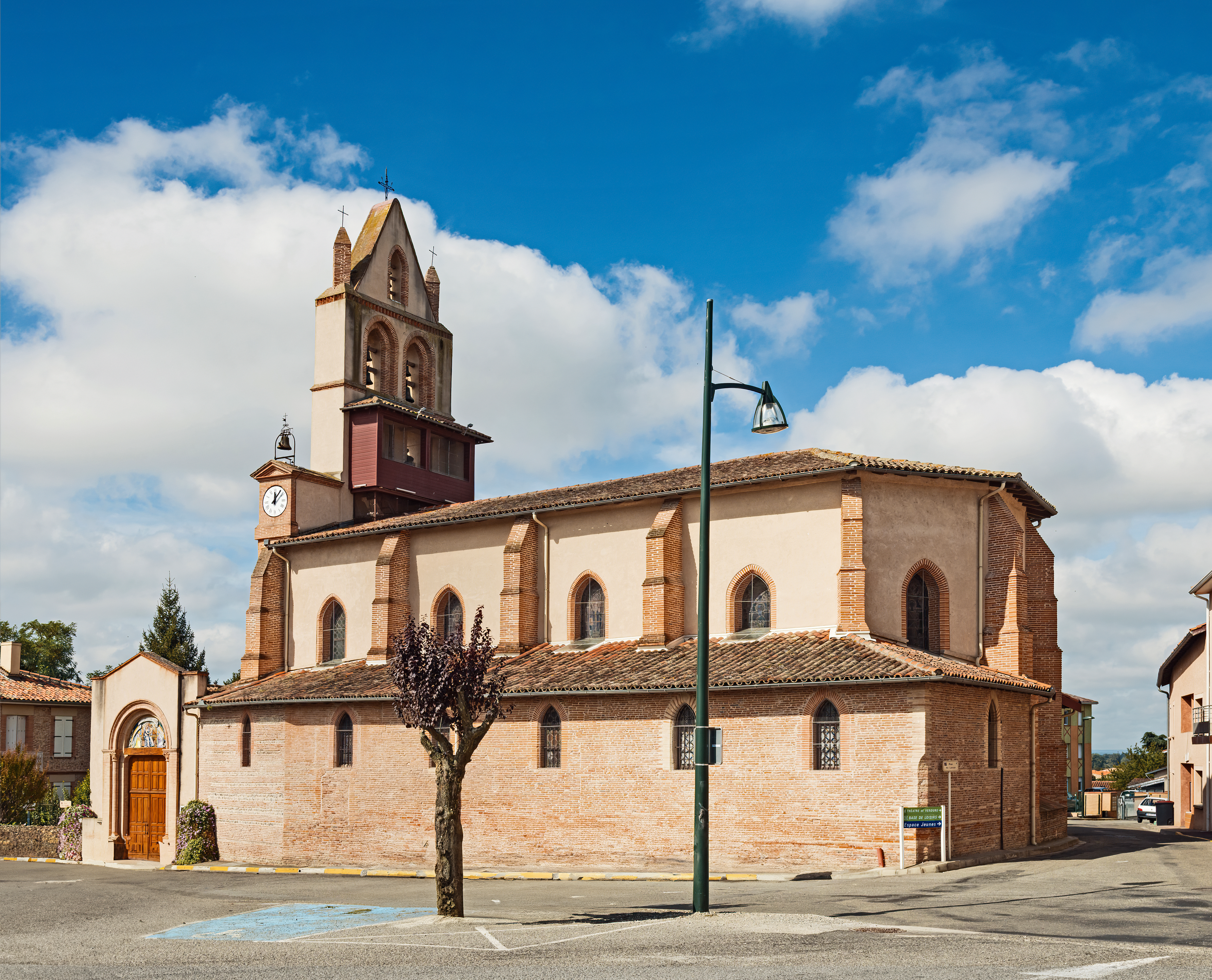
Церковь Св. Мартина

- Замок Брюгьер (XVII век)
- Церковь Св. Мартина (XVI век)

## Города-побратимы
- Шерако (Испания)